# Raul Angelini
Raul Angelini (Terni, 14 dicembre 1923 – Morro Reatino, 1º giugno 1944) è stato un militare italiano prima membro dei Reali Carabinieri poi della Resistenza partigiana.

## Biografia
Raul Angelini è nato a Terni il 14 dicembre 1923. La sua vicenda, umana e militare, è legata in particolare modo all'attività di patriota (partigiano) nella Banda di Cepparo di Rivodutri, comandata dall'ufficiale del Regio Esercito Mario Lupo. 
Alla data dell'Armistizio dell'8 settembre 1943, Angelini è in servizio quale carabiniere alla Stazione dei Regi Carabinieri di Rivodutri (RI). Dal dicembre 1943 le stazioni dei Regi carabinieri vengono occupate dalla Guardia Nazionale Repubblicana, corpo di gendarmeria militare fascista con la quale le autorità delle RSI (fondata il 24 settembre precedente, non riconosciuta dal diritto internazionale) avrebbero voluto sostituire il corpo dei Regi Carabinieri, considerata ancora troppo fedele a Re Vittorio Emanuele III. 
Forse proprio la fedeltà al sovrano spinge Angelini, come molti suoi colleghi, ad avvicinarsi alla Resistenza militare. Già nel settembre 1943, infatti, il generale dei Carabinieri Filippo Caruso aveva costituito - seguendo l'esempio di Montezemolo - il Fronte militare clandestino di resistenza dei carabinieri. Il 7 ottobre successivo, inoltre, circa 5000 carabinieri furono deportati nei lager dalle forze di occupazione germaniche.
Nei primi giorni del marzo 1944 il carabiniere Angelini si unisce alla Banda patrioti di Cepparo di Rivodutri (o Banda Lupo). La sua presenza quale patriota si segnala già dallo scontro di Poggio Bustone come parte di un grand gruppo di ribelli che ingaggia uno scontro con le forze fasciste repubblichine a Poggio Bustone. Nel corso della battaglia, vinta poi dalla Banda Lupo, perde la vita il Questore di Terni Bruno Pannaria; altri militi ed agenti della Questura di Terni restano uccisi.
L'attività di Angelini quale patriota prosegue anche dopo la morte di Lupo (avvenuta in circostanze mai chiarite) il 30 marzo 1944. Da allora, i partigiani della Banda di Cepparo confluiscono nella Brigata garibaldina "Antonio Gramsci".
La doppia identità di carabiniere e di patriota verrà scoperta dalle autorità fasciste solo nel maggio 1944. Il 1º giugno, durante un'attività di perlustrazione cui il carabiniere partecipa, Angelini sarà freddato con una scarica di mitra in località Morro Reatino.
Riconosciuto partigiano della "Gramsci", gli è stato attribuito - post mortem - il grado di Maresciallo. 
La comunità di Morro Reatino (ove la memoria del sacrificio del carabiniere è ancora molto sentita e dove è considerato icona della locale resistenza) ha ricevuto, nel 2005, la Medaglia d'Argento al Valore Civile dal Presidente della Repubblica Carlo Azeglio Ciampi per l'importante impegno nella Guerra di Liberazione.
L'Arma dei Carabinieri, inoltre, ha intitolato alla sua memoria la sede del Comando Provinciale dei Carabinieri di Terni.
Nel 2012 a Terni gli è intitolata una via che incrocia Ponte Caraciotti, quest'ultimo Contrammiraglio ternano deceduto insieme all'equipaggio della Regia Nave "Roma" il 9 settembre 1943.